# ألكسندر أوليانوف
ألكسندر إليتش أوليانوف (بالروسية: Алекса́ндр Ильи́ч Улья́нов ؛ 12 أبريل [OS 31 مارس] 1866 - 20 مايو [OS 8 مايو] 1887) كان ثوريًا وناشطًا سياسيًا روسيًا. كان الأخ الأكبر لفلاديمير لينين، الزعيم الأول للاتحاد السوفيتي.

## حياته مبكرة
ولد أوليانوف في نيجني نوفغورود، وهو الطفل الثاني والابن الأكبر لمعلمي المدارس إيليا نيكولايفيتش أوليانوف وماريا أليكساندروفنا أوليانوفا. غالبًا ما كان يشار إليه باسم ساشا، وهو شكل تصغير شائع لاسم ألكسندر. تخرج مع مرتبة الشرف من كلية سيمبيرسك في عام 1883 ثم التحق بجامعة ولاية سانت بطرسبرغ حيث تخصص في العلوم الطبيعية وحصل على شهادة في علم الحيوان. أثناء وجوده في الجامعة، شارك في اجتماعات ومظاهرات غير قانونية، وغالبًا ما كان يوزع الكتيبات ويلقي الخطب للطلاب والعاملين

## ثوري
في عام 1886 أصبح عضوًا في «الفصيل الإرهابي»، الذي كان جزءًا من نارودنايا فوليا (إرادة الشعب). كان أحد مؤلفي برنامج الحزب. واعترافا بأن الطبقة العاملة هي «نواة الحزب الاشتراكي»، أكد البرنامج على المبادرة الثورية لمحاربة الاستبداد من خلال الإرهاب.

### محاولة اغتيال ألكسندر الثالث

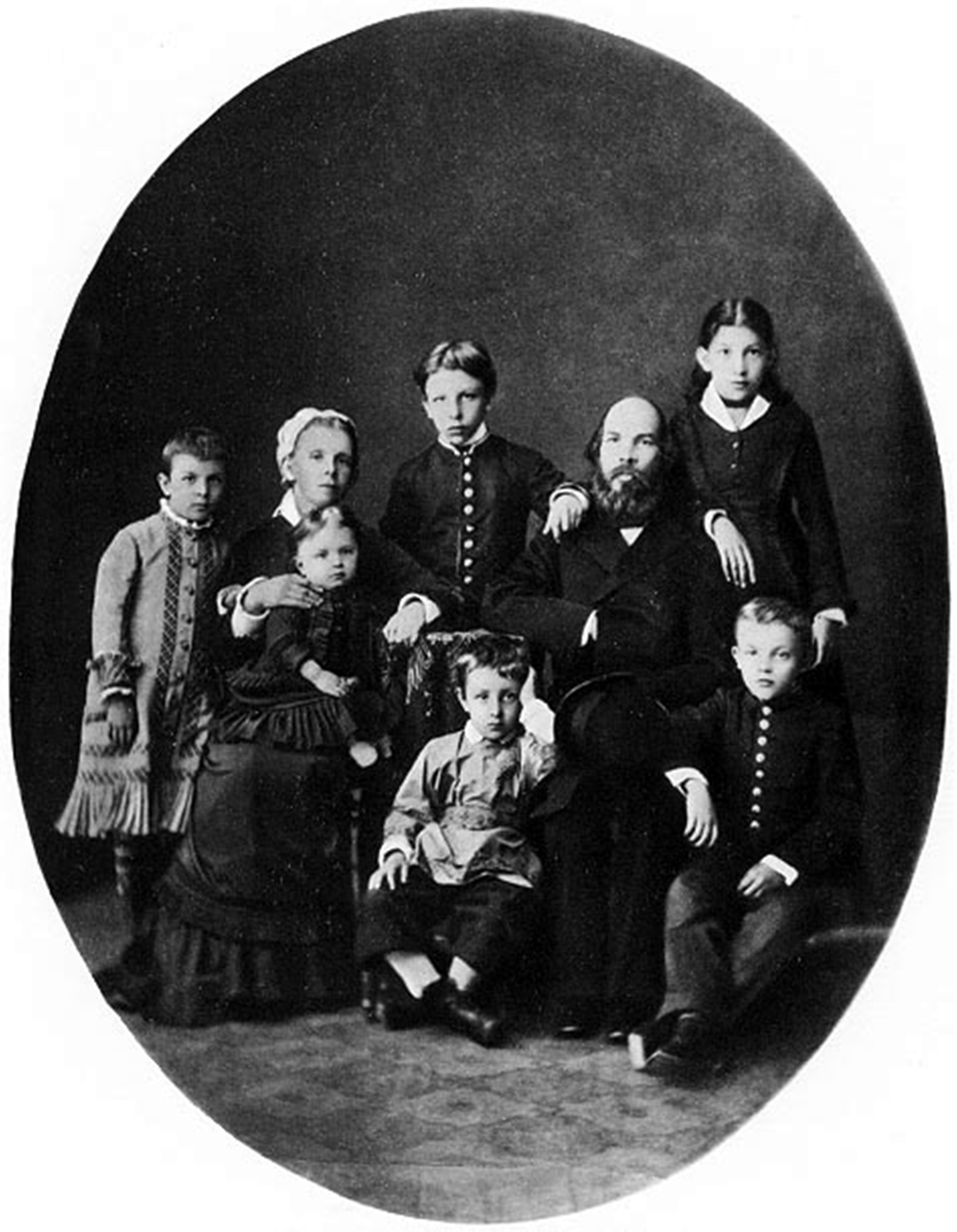
عائلة أوليانوف ، 1879 (ألكسندر يقف في المنتصف ، فلاديمير لينين جالسًا إلى اليمين).

تآمر أوليانوف ورفاقه لاغتيال ألكسندر الثالث إمبراطور روسيا. في 1 مارس 1887 (التقويم اليولياني) ، يوم الذكرى السادسة لمقتل ألسكندر الثاني، تم القبض على ثلاثة من أعضاء الحزب في شارع نيفسكي بروسبكت. اشتبهت الشرطة في أنه عندما زار ألكسندر الثالث الكنيسة في ذكرى اغتيال والده، قام المتآمرون بإلقاء قنابل على عربة الإمبراطور. تُعرف المحاولة [بحاجة لمصدر] باسم «الأول الثاني من مارس».تم القبض على أوليانوف، الذي كان بمثابة الأيديولوجي الرئيسي للجماعة وكذلك صانع القنابل، في وقت لاحق. ألقى أوليانوف خطابًا سياسيًا في المحكمة. وحُكم على المتآمرين في البداية بالإعدام؛ ثم أصدر ألكسندر الثالث عفواً عن الجميع باستثناء خمسة. لم يكن أوليانوف من بين الذين تم العفو عنهم. في 8 مايو، تم شنق هو ورفاقه الأربعة - باخومي أندريوشكين، وفاسيلي جنرالوف، وفاسيلي أوسيبانوف، وبيتر شيفيرف - في شليسلبرج. دفع إعدام ألكسندر شقيقه الأصغر فلاديمير إيليتش أوليانوف (فلاديمير لينين) إلى مواصلة النضال الثوري الروسي بحماس أكبر. كان فلاديمير نشطًا بالفعل في السياسة قبل اعتقال أخيه الأكبر. أعجب فلاديمير بأخيه الأكبر. ومع ذلك، فقد كان رافضًا تمامًا للموقف السياسي لأخيه الأكبر. قال ذات مرة، «لا، أخي لن يصنع ثورة، كما اعتقدت في ذلك الوقت. الثوري لا يستطيع إعطاء الكثير من الوقت لدراسة الديدان.»[بحاجة لمصدر]

## ارث

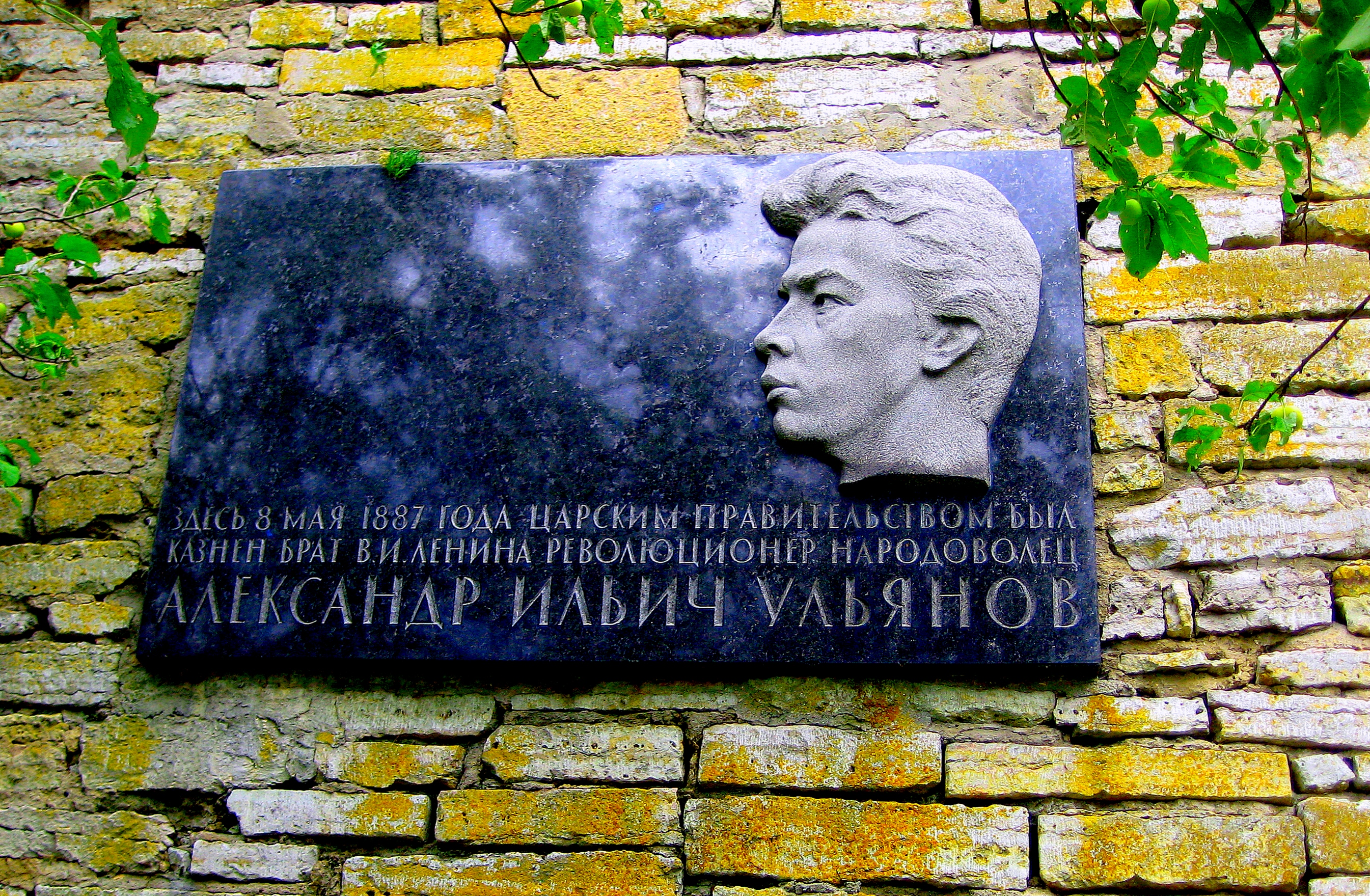
لوحة تذكارية لـ A. Ulyanov في القلعة: قلعة Oreshek. شليسيلبورج، منطقة كيروفسكي، منطقة لينينغراد.

اكتُشف كوكب صغير، 2112 أوليانوف، في عام 1972 من قبل عالمة الفلك السوفيتية تامارا ميخائيلوفنا سميرنوفا وسُمي الكوكب باسمه ألكسندر أوليانوف.